# Notholaena lanuginosa
Notholaena lanuginosa là một loài dương xỉ trong họ Pteridaceae. Loài này được Desv. ex Poir. mô tả khoa học đầu tiên.
Danh pháp khoa học của loài này chưa được làm sáng tỏ. 